# Llegenda napoleònica

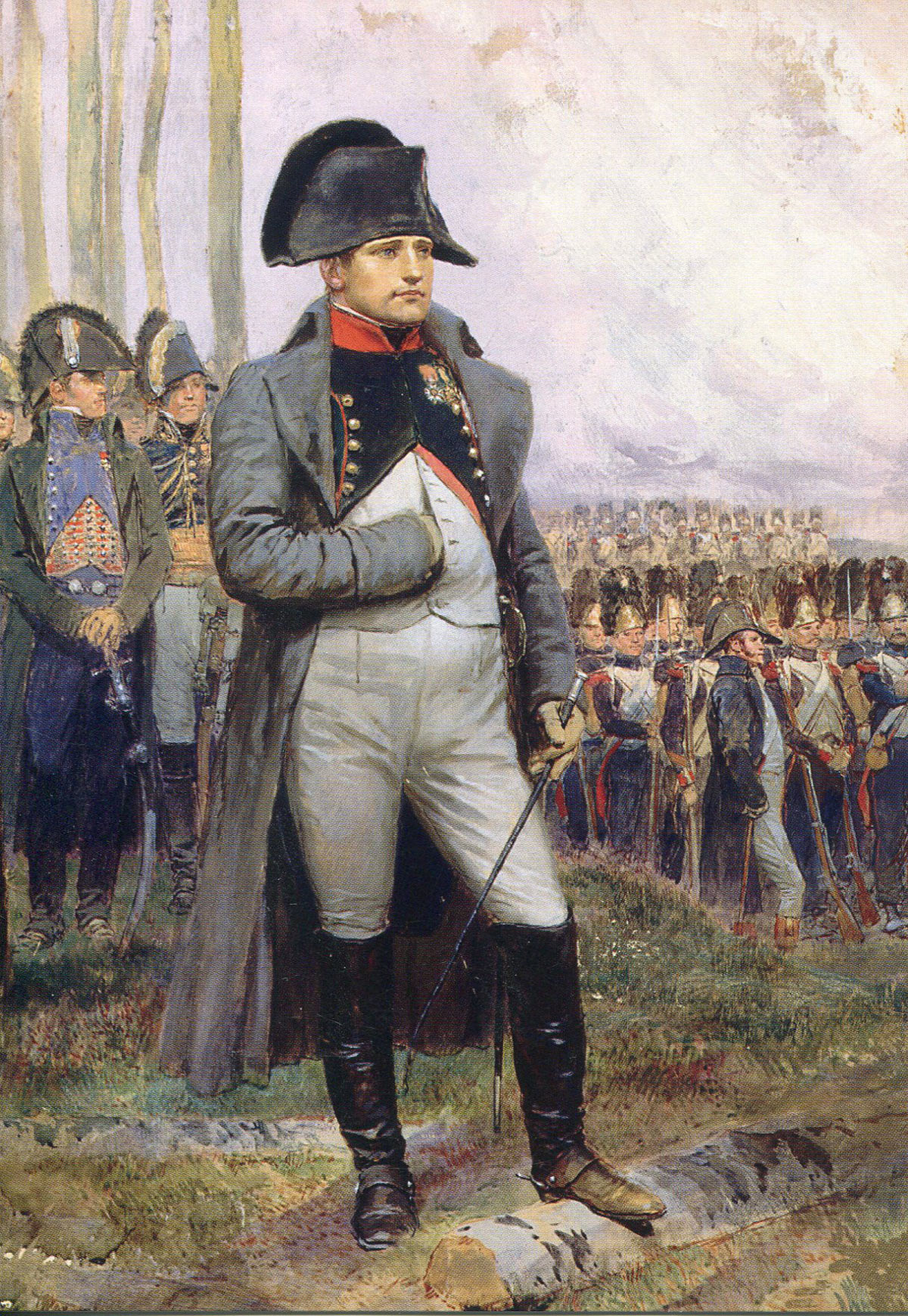
Napoleó sovint és representat en el seu uniforme de coronel de Chasseur à Cheval, amb un gran bicorni i amb el gest de la mà dins la jaqueta.

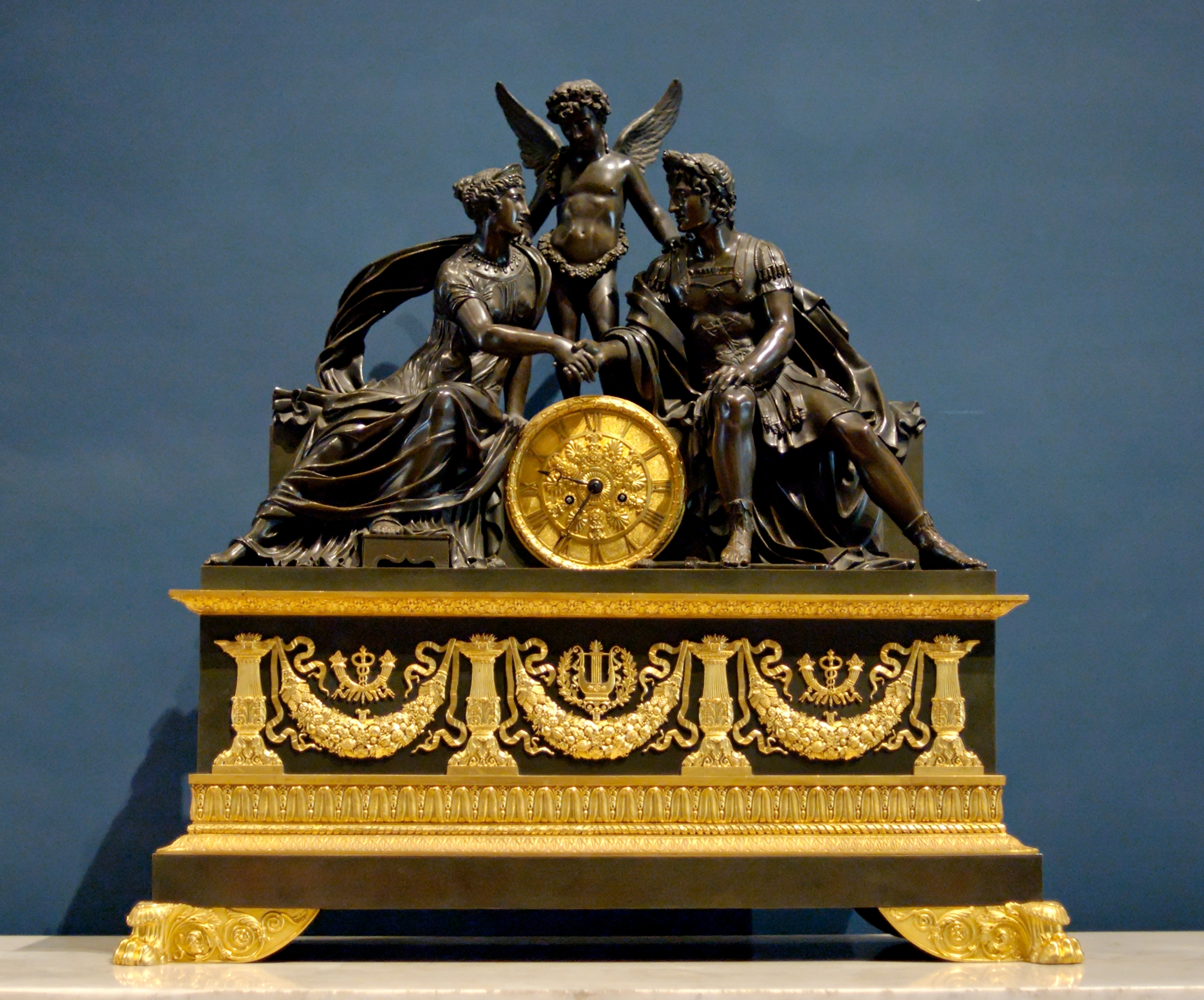
Un rellotge francès que representa Mart i venus en al·legoria del casament de Napoleó I i Marie Louise d'austria. Per Pierre-Philippe Thomire, cap a 1810.

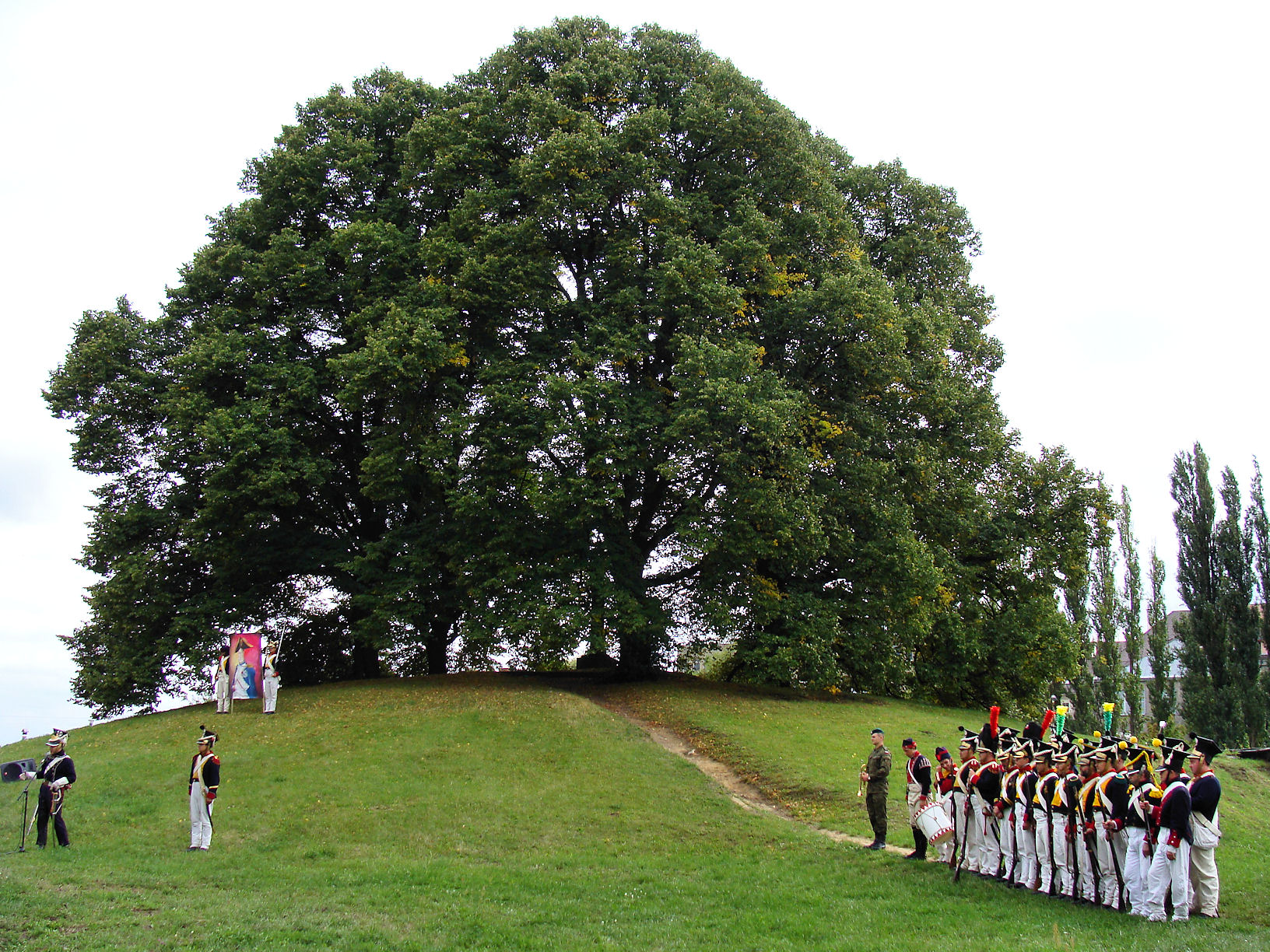
Celebració de l'aniversari de naixement de Napoleon Bonaparte a Szczecin (Polònia), 2008

Napoleó I, ha esdevingut una icona cultural mundial generalment associada amb les seves estratègies militars brillants i l'ambició i el poder polític. Les seves característiques i la manera de vestir diferenciades l'han fet molt reconeixible en la cultura popular.
Se l'ha representat en moltes obres de ficció, la manera de fer-ho ha estat molt variable segons la percepció que se'n tingui del personatge. En la pel·lícula de 1927 de Napleó (d'Abel Gance), el jove general Napoleó es presenta com un visionari. Tanmateix també se l'ha representat com una caricatura de vegades còmica.
Respecte a la seva alçada física, la confusió d'haver considerat que era un home molt baix és el resultat de la mala interpretació del concepte de polzada prenent la polzada francesa (de 2,71 cm) com si fos equivalent a la polzada anglesa (de 2,5 cm). L'alçada de Napoleó I era de 5 peus i 2 polzades franceses segons l'autòpsia que en va fer Antommarchi però les fonts angleses van posar que era de 5 peus i 7 polzades angleses: les dues equivalen a 1,7 m. Napoleó s'encolta de guàrdies de cos alts i tenia el sobrenom de le petit caporal que era un terme de camaraderia amb els seus soldats no pas referit a l'alçada de Napoleó.

## Política
Napoleó Bonaparte va ser el principal constructor de la seva llegenda. En el seu llibre Napoléon journaliste, Antonin Perivier va escriure que Napoleó es va ocupar d'acaparar tota la publicitat sobre la seva persona. Des de la Primera campanya d'Itàlia, el 1797, va posar en marxa una propaganda cap al seu favor, fent publicar a Itàlia butlletins glorificant les seves campanyes militars i a dirigir les opinions. El 20 de juliol apareix el Courrier de l'armée d'Italie i el 10 d'agost de La France vue de l'armée d'Italie i a París del Journal de Bonaparte et des hommes vertueux que sembla iniciativa dels seus germans Joseph i Lucien.
Le Mémorial de Sainte-Hélène, obra mestra de propaganda apareguda el 1823 per Emmanuel de Las Cases, reactiva la llegenda daurada i posa les bases del bonapartisme.

## Literatura
- Napoleó és un personatge important a la novel·la clàssica de Tolstoi Guerra i Pau. També apareix en les adaptacions d'aquesta novel·la.

- La novel·la de Bernard Cornwell Sharpe's Devil escenifica una trobada amb Richard Sharpe.

- Apareix al manga Eikou no Napoleon – Eroica, escrit per Riyoko Ikeda.

- Napoleó apareix a la BBC en Doctor Who Past Doctor Adventure World Game.

- Napoleó té un paper important a la novel·la d'Alexandre Dumas El Comte de Monte Cristo, que s'inicia l'any 1815 amb napoleó exilat a l'illa d'Elba.

- Les sèries de novel·les Hornblower de C. S. Forester transcorren principalment durant les guerres napoleòniques.

- Napoleó és un dels principals personatges a The Revolution Quartet de Simon Scarrow

- A la història còmica d'Archie Jughead Jones, és transportat a un manicomi i diu que el seu nom és "Napoleon Bonaparte."[6] Una actualització posterior ho va canviar dient "You know who I am, Sonic! I am the genius, Dr. Robotnik!"[7] (Saps qui sóc, Sonic! Jo sóc el geni, el Dr. Robotnik!)

- El relat curt de H. Beam Piper,He Walked Around the Horses, representa un univers paral·lel on Napoleó mai arriba al poder.

- Napoleó és un personatge a Treason's Tide per Robert Wilton, que ocorre a l'estiu de 1805.

## Pel·lícules i televisió
Nota: el nom que segueix al títol de la pel·lícula és el de l'actor que va representar Napoleó.
- Napoleon (1918), Louis Feuillade — França, muda
- Napoleon (1920), Bud Fisher — EUA, animació, curtmetratge
- Napoleon (1927), Albert Dieudonné — França, en blanc i negre, muda i èpica, dirigida per Abel Gance
- Conquest (1938), Charles Boyer
- A Royal Divorce (1938), Pierre Blanchar
- Kolberg en un petit paper
- Désirée (1954), Marlon Brando — EUA, en color, dirigida per Henry Koster
- Napoleon (1955) — França/color, amb Daniel Gélin com jove general Bonaparte i Raymond Pellegrin com a emperador adult, dirigida per Sacha Guitry
- War and Peace (1956), Herbert Lom — EUA/Itàlia, produïda per Dino De Laurentiis, dirigida per King Vidor
- Napoleon Bunny-Part (1956), veu de Mel Blanc — Una Merrie Melodies curt dirigit per Friz Freleng on Napoleó combat sense èxit contra Bugs Bunny
- Austerlitz (1960), Pierre Mondy — França, en color, dirigida per Abel Gance
- War and Peace (1968), Vladislav Strzhelchik — URSS, Sergei Bondarchuk
- Amoureuse Joséphine (1974), Pierre Arditi — Telefilm francès
- Napoleon and Love, a 1974 sèrie de televisió
- Al film televisiu Fairy OddBaby, Jorgen Von Extrangle proposa el nom de Napoleon per a Poof The Baby.
- Waterloo (1970), Rod Steiger — Producció soviètico-italiana produïda per Dino De Laurentiis i Sergei Bondarchuk. Sobre la batalla de Waterloo.
- A Soldier's Farewell, Arthur Lowe, comèdia
- Joséphine ou la comédie des ambitions (1979), Daniel Mesguich — França TV sobre la vida de Joséphine de Beauharnais
- Napoleon & Josephine. A love story (1987), Armand Assante — EUA minisèrie, ABC
- Bill & Ted's Excellent Adventure (1989), Terry Camilleri.
  - Episodi de Family Guy titulat "Stewie, Chris & Brian's Excellent Adventure", Chris,
- Napóleon (1989), Péter Rudolf — Hongria, telefilm
- Napoléon et l'Europe (1991), Jean-François Stévenin — França TV
- Napoleon (2002), Christian Clavier — A&E minisèrie basada en llibres de Max Gallo, dirigida per Yves Simoneau
- Monsieur N (2003), Philippe Torreton
- Napoleon and Me (2006), Daniel Auteuil
- Night at the Museum: Battle of the Smithsonian (2009), Alain Chabat — Napoleó apareix amb vilans com Kahmunrah, Al Capone, i Ivan el Terrible.
- Stanley Kubrick treballà en un projecte sobre Napoleó mai arribat a terme i va fer Barry Lyndon.
- En Time Bandits (1981), Ian Holm fa de Napoleó.
- Napoleon amb Martin Weir (Danny DeVito) a Get Shorty. Hi apareixen també Gene Hackman i Chili Palmer (John Travolta)

## Música
- Ludwig van Beethoven originàriament volia dedicar a Napoleó la seva Tercera Simfonia. Segons el deixeble de Beethoven, F. Ries, quan Napoleó es va proclamar Emperador, el maig de 1804, Beethoven es va disgustar i va esborrar el nom de Napleó de la partitura.
- La cançó dels Tori Amos "Josephine" de l'àlbum de 1999 To Venus and Back tracta de Napoleó.
- La cançó de Mark Knopfler "Done with Bonaparte" del seu àlbum de 1996 Golden Heart
- La cançó d'Ani DiFranco "Napoleon" és satírica.
- La cançó d'Al Stewart "The Palace of Versailles", de l'àlbum de 1978 Time Passages.
- El grup suec ABBA va guanyar el Festival de la Cançó d'Eurovisió 1974 amb la cançó "Waterloo", la qual usa la batalla com a metàfora per a una persona que es rendeix davant l'amor com Napoleó davant Waterloo.
- La cançó "Viva la Vida" de Coldplay.
- Durant les guerres napoleòniques hi havia una canço de bressol que deia que Napoleó es menjava la gent.[8]
- Bright Eyes a Lagniappe.
- La cançó de Charlie Sexton "Impressed" de Pictures for Pleasure